# Carlos Menditeguy
Carlos Alberto Menditeguy (Buenos Aires, Argentina, 10 de agosto de 1914 – Buenos Aires, 27 de abril de 1973) foi um automobilista argentino.
Menditeguy participou de 10 Grandes Prêmios de Fórmula 1 entre 1953-1958 e 1960. Seu melhor resultado foi o 3º lugar na Grande Prêmio da Argentina de 1957.